# Kleiner Hungerbach
Der Kleine Hungerbach ist ein Bach im Landkreis Unterallgäu.

## Verlauf
Der kleine Hungerbach entspringt am südöstlichen Ortsrand von Wiedergeltingen. Er durchfließt zunächst den östlichen Teil von Wiedergeltingen in einer Verrohrung und dann oberirdisch die nördlich gelegenen Wiesen. An der Flurgrenze zu Amberg vereinigt sich der kleine Hungerbach mit einer Ableitung vom großen Hungerbach und fließt ab dort unterirdisch in einer Verrohrung. Im Ortsbereich von Amberg tritt er als Tummelbach wieder an die Oberfläche.

## Geschichte
Im 19. Jahrhundert war der kleine Hungerbach ein Seitenarm des Hungerbachs. Der Hungerbach bildete am östlichen Ortsrand von Wiedergeltingen eine Verzweigung und war so mit dem kleinen Hungerbach verbunden. In Flurbereinigungen in den 1920er Jahren und durch Entwässerungsaktionen 1933 wurde der heutige getrennte Bachverlauf hergestellt.
Im Jahre 2013 erfolgten diverse Renaturierungsmaßnahmen. So wurde das Bachbett an mehreren Stellen deutlich verbreitert. Im Bachlauf wurden einige Schleifen, Kiesbänke und Überschwemmungsflächen hinzugefügt. Südlich von Amberg wurde als Hochwasserschutz ein etwa 300 m langer Damm errichtet. Als Rückhaltebecken dienen die südlich gelegenen landwirtschaftlichen Flächen.

## Trivia
Der kleine Hungerbach wird im Wiedergeltinger Sprachgebrauch meist "Seitza-Bächla" genannt, da er beim dortigen Anwesen Seitz aus der Verrohrung austritt.